# Underdog Project
The Underdog Project – niemiecka grupa muzyczna powstała w 2000 roku. Jej pierwszy album It Doesn't Matter zawierał takie utwory, jak "Saturday Night", "Summer Jam" oraz "Tonight".
Grupę tworzą trzy osoby: Vic Krishna (wokal), DJ Frank (remiksy) oraz AJ Duncan (klawisze).

## Summer Jam
Najpopularniejszy utwór grupy, "Summer Jam", był jednym z największych hitów pop w Europie. Łączy w sobie elementy takich stylów muzycznych, jak R&B, freestyle, reggae oraz angielski 2-step. Był na liście przebojów każdej stacji radiowej w Niemczech oraz zdobył popularność także w USA i Wielkiej Brytanii.
Utwór "Summer Jam" dotarł do 2. miejsca niemieckiej listy przebojów pop. Teledysk był promowany przez telewizje MTV oraz Viva, największą stację radiową dance w Nowym Jorku, WKTU, oraz Power 96 z Miami.

## Single
- 2000 "Tonight"
- 2000 "Summer Jam"
- 2001 "Saturday Night"
- 2001 "I Can't handle It"
- 2003 "Summer Jam" (remiksy z The Sun Club)
- 2003 "Winter Jam"
- 2003 "Saturday Night" (remiksy)
- 2004 "Remember"
- 2006 "Girls of Summer"
- 2007 "Miami"
- 2007 "Unbelievable"
- 2010 "Summer Jam (Eric Chase Edit)"